# Palazzo presidenziale (Helsinki)
Il palazzo presidenziale (in finlandese presidentinlinna, in svedese Presidentens slott) è una delle residenze ufficiali dei presidenti della Finlandia a Helsinki. È situato al lato nord di Esplanadi, prospiciente alla piazza Kauppatori.

## Origini e storia
All'inizio del XIX secolo, sul sito sorgeva un magazzino di sale. Johan Henrik Heidenstrauch, uno dei più importanti rappresentanti dell'élite dei commercianti di Helsinki, acquistò l'intera area facendovi costruire tra il 1816-1820 una maestosa residenza disegnata dal architetto Pehr Granstedt. Casa Heidenstrauch più somigliante a un palazzo che a una casa di mercanti. Nel 1837 diventò effettivamente un palazzo quando venne acquistato per il prezzo di 170.000 rubli per essere convertito nella residenza per il Governatore della Finlandia. Comunque, Nicola I volle che divenisse e la residenza ufficiale a Helsinki dello zar di Russia/granduca di Finlandia, e il palazzo divenne il palazzo imperiale di Helsinki.
I necessari lavori di ristrutturazione e di arredamento, condotti tra il 1843 e il 1845, furono diretti dall'architetto Carl Ludwig Engel, il creatore del Neoclassico a Helsinki e, dopo la sua morte, da suo figlio, Carl Alexander.
Tutti i depositi di legname alle spalle furono rimossi aggiungendo una nuova ala. Questa ala, costruita lungo il lato nord del cortile, contenente al secondo piano la cappella (l'attuale biblioteca), sala da ballo, sala banchetti in diretta connessione con il precedente piano di accoglienza del fabbricato principale, così come la cucina.

## Palazzo imperiale
Il palazzo fu completato nel 1845, anche se aggiustamenti furono elaborati di volta in volta, sebbene la maggior parte dell'edificio fosse vuota e non regolarmente riscaldata. Venne visitato per la prima volta da un membro della famiglia imperiale solo nel febbraio 1854 quando il figlio minore dello Zar, il Granduca Constantino, vi soggiornò per un mese. Suo fratello Nicola vi soggiornò nel giugno dell'anno successivo. Nel 1856, il palazzo fu visitato anche dai più vecchi dei tre figli dello Zar - Nicola, Alessandro, e Vladimiro. Fu durante il regno del padre, Alessandro II, che il palazzo ebbe il suo momento più brillante. Egli visitò la città] nel 1863 e 1876, soggiornando in entrambe le occasioni nel palazzo. Nel 1863 la Dieta di Finlandia fu inaugurata da Alessandro II nella grande sala da ballo. La sala da ballo fu convertita in sala del trono, con il trono imperiale posto su un palco. Alessandro tornò al palazzo di nuovo nel 1876 per aprire l'anno di sessione della Dieta. La sala del trono ha continuato ad essere utilizzata come sede per le cerimonie di apertura e chiusura della Dieta fino al 1906.
Con la sua morte, nel 1881 arrivò anche la fine delle feste imperiali nel Palazzo. Alessandro III vi soggiornò nel 1885 (anche se risiedette più spesso nella sua residenza finlandese Langinkoski ). Il palazzo venne rinnovato da Johan 1904-1907 Jakob (Jac) Ahrenberg. Ciò comportò la costruzione di una nuova suite d'accoglienza, con una nuova sala del Trono (l'attuale palazzo di Stato), dove venne posta la scultura Psiche e Zephyr da Walter Runeberg, e una di ricevimento di fronte al vestibolo Mariankatu. Il palazzo fu visitato per l'ultima volta da un membro della famiglia imperiale, quando Nicola II visitò il palazzo per un giorno nel 1915.
Adiacente al Palazzo presidenziale si trova il Päävartio, la caserma della Guardia principale, in uso presso la guarnigione di Helsinki, edificio, progettato e completato da Carl Ludwig Engel nel 1843 per proteggere il palazzo imperiale, l'attuale palazzo presidenziale, dall'altra parte della strada. L'edificio si trova all'estremità orientale di Aleksanterinkatu, la strada che attraversa il centro degli affari della città, e lungo il canale Katajanokka, che separa dalla penisola di Katajanokka dove sorge la cattedrale Uspenski.

## Uso post imperiale
Sotto le condizioni politiche della prima guerra mondiale il palazzo fu trasformato temporaneamente nell'ospedale militare di Helsinki nell'ottobre 1915. Con la Rivoluzione di febbraio 1917 e l'abdicazione dello zar/granduca, il palazzo cessò di essere un ospedale militare e divenne proprietà del Senato che lo ribattezzò come ex palazzo imperiale. Da marzo 1917 ad aprile 1918, il palazzo venne utilizzato come sede del Comitato esecutivo dei lavoratori di Helsinki e soldati sovietici. Con la vittoria dei Bianchi nella guerra civile finlandese, i Rossi abbandonarono il palazzo, che fu temporaneamente utilizzato dal personale militare tedesco e dei bianchi finlandesi. Dal giugno 1918 in poi, il palazzo subì una serie di restauri e riparazioni in previsione del suo ruolo come residenza reale per il principe Federico Carlo d'Assia-Kassel, che fu eletto come re di Finlandia nel mese di ottobre 1918. Tuttavia, la situazione politica internazionale, a seguito della prima guerra mondiale portò Federico a rinunciare alla sua accettazione del trono finlandese nel dicembre 1918. In seguito a ciò, i piani superiori furono usati come Ministero degli affari esteri.

## Palazzo presidenziale e ufficio

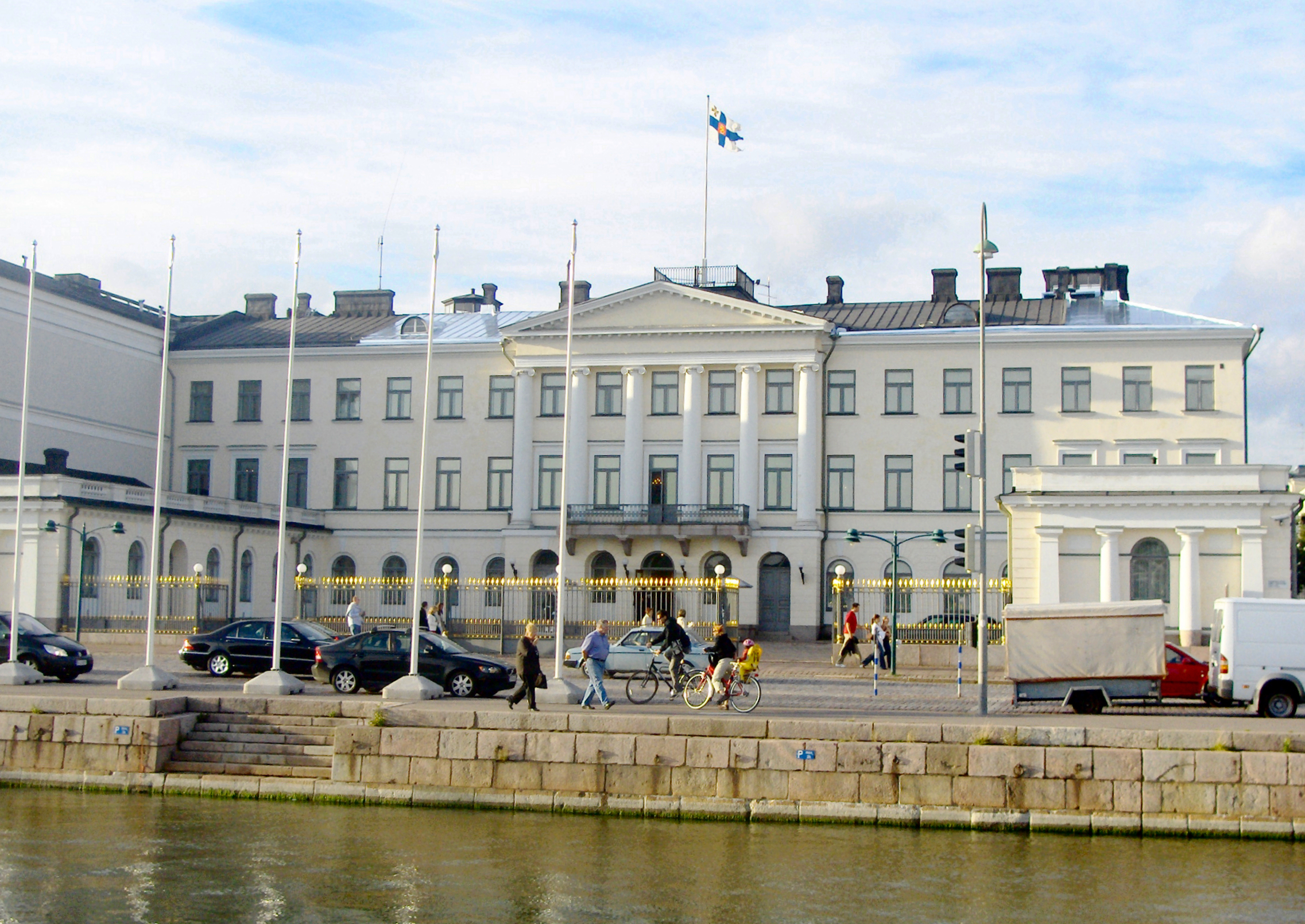
Un'altra vista dal canale

Dopo l'approvazione della nuova costituzione nel 1919 divenne chiaro che la residenza più adatta per il presidente sarebbe stato l'ex palazzo imperiale. Completate le riparazioni effettuate di fretta, con gli arredi e le collezioni d'arte del palazzo che dovettero essere restituite dai depositi del museo nazionale e del Museo d'arte dell'Ateneum, e anche di essere completate. Da allora, il palazzo è rimasto la residenza ufficiale del presidente. Il palazzo fu nuovamente ristrutturato e modernizzato da Martti Välikangas nel 1938.

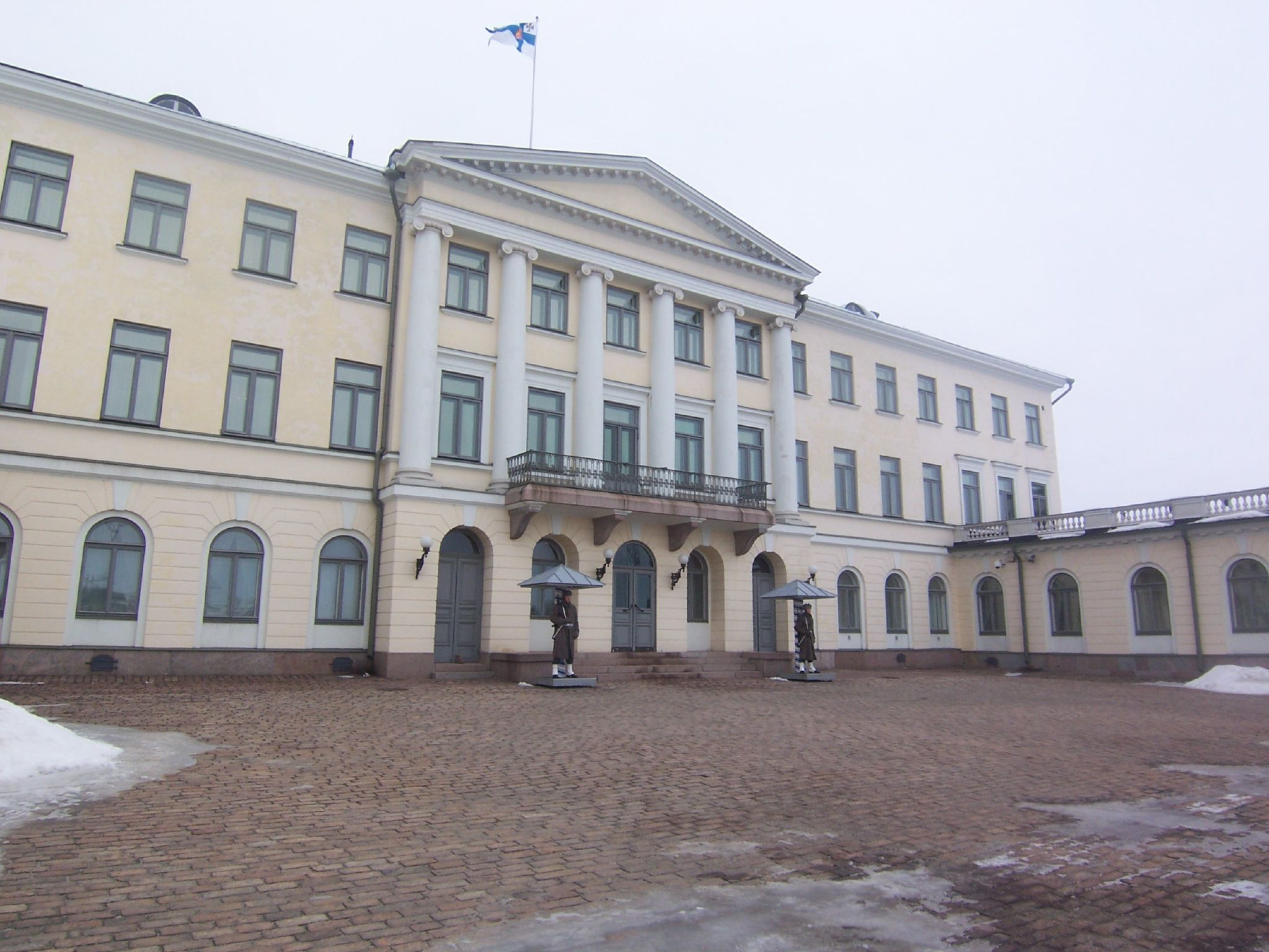
Il palazzo in inverno

Il Palazzo Presidenziale è servito come residenza ufficiale per tutti i presidenti di Finlandia fino al 1993, fatta eccezione per i presidenti Risto Ryti, Carl Gustaf Emil Mannerheim, e Urho Kekkonen, che preferì risiedere a Tamminiemi. Il Palazzo smise di essere utilizzato come principale e unica residenza ufficiale del presidente durante la presidenza di Urho Kekkonen. A lui e a sua moglie non piacevano il rumore del traffico e la mancanza di giardini, e ben presto si trasferirono a Tamminiemi, dove Kekkonen soggiornò fino alla sua morte. Tuttavia, il nuovo palazzo servì come residenza principale del presidente durante la presidenza di Mauno Koivisto, fino a quando la nuova residenza, Mäntyniemi, fu completata.
Il palazzo contiene appartamenti privati e camere di accoglienza per il presidente al terzo piano, tra cui la Camera Gialla, la Sala Rossa d'attesa, e lo studio del presidente. Il palazzo contiene anche l'ufficio del presidente, che comprende gli uffici per il segretario generale, il consigliere speciale del presidente, e il maestro della casa. le camere del palazzo di Stato comprendono la sala di Stato, la sala da pranzo, e la sala degli Specchi (la piccola sala di Stato). Esse sono usate dal presidente in occasione di funzioni ufficiali e ricevimenti. Questi includono la promozione e la cerimonia per i cadetti delle forze di difesa e Guardie di frontiera, Banchetti di Stato, e il ricevimento della festa dell'Indipendenza.

## Visitatori
Nel suo ruolo, come residenza ufficiale del Presidente della Finlandia, il palazzo presidenziale ha ospitato un importante numero di visitatori stranieri e dignitari. Tra i reali che hanno visitato il palazzo Carlo XVI Gustavo di Svezia, Olav V di Norvegia, Elisabetta II del Regno Unito, Juan Carlos I di Spagna, lo Scià d'Iran, e l'imperatore del Giappone Akihito. Tra i presidenti degli Stati Uniti che hanno visitato il palazzo Gerald Ford, Ronald Reagan e George W Bush. Altri illustri ospiti sono stati Papa Giovanni Paolo II, Tito, Nikita Chruščëv, Boris El'cin, Vladimir Putin, Horst Köhler, e Conan O'Brien.
Gli ospiti a oggi non rimangono al palazzo presidenziale, anche se lo hanno fatto in passato. Nonostante il palazzo abbia una superficie di quasi 3000 metri quadrati, e vi siano gli appartamenti privati del presidente e dei suoi familiari, gran parte del palazzo è occupato da uffici e alloggi per l'Ufficio del Presidente, tra cui il Segretario Generale, Gabinetto presidenziale, militari, la famiglia e il personale. Ospiti stranieri possono essere ospitati presso Mäntyniemi, il Königstedt Manor a Vantaa, la sala ospiti dello stato finlandese accanto alla Hilton Helsinki Kalastajatorppa Hotel a Munkkiniemi.
Il palazzo presidenziale è aperto per le visite, che vengono organizzate attraverso Helsinki Expert.